# 찰스 알링

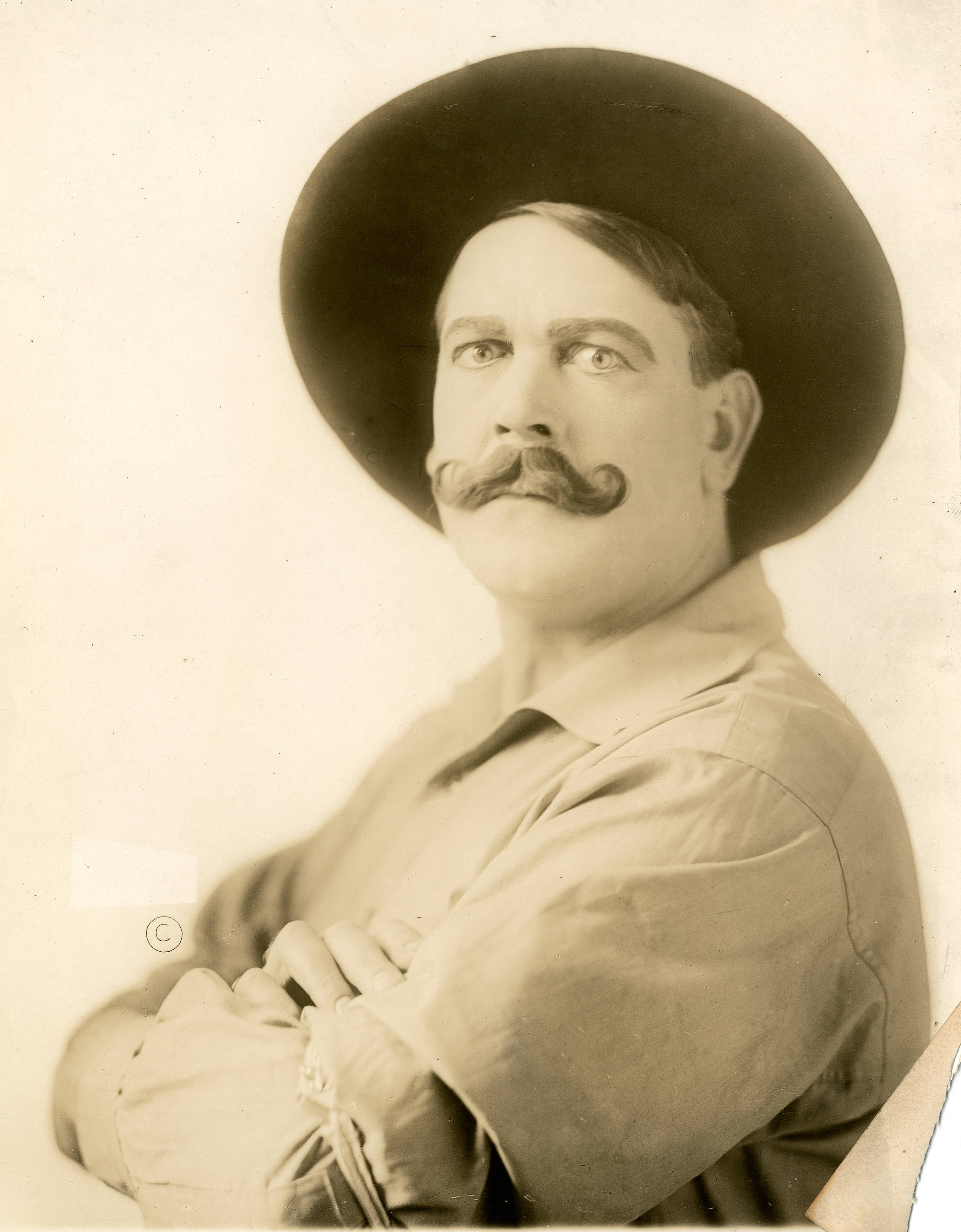

찰스 알링(Charles Arling, 1880년 8월 22일 ~ 1922년 4월 21일)은 캐나다의 배우였다.
토론토에서 태어났으며 로스앤젤레스에서 사망하였다. 사인은 폐렴이다.

## 영화
- 무인지대 (1918년)
- 드로핑튼스 데블리쉬 디드 (1915년)